# Зульц (Люцерн)
Зульц (нем. Sulz LU) — деревня и бывшая коммуна в Швейцарии, в кантоне Люцерн.
До 2008 года имела статус коммуны. 1 января 2009 года вместе с коммунами Гельфинген, Речвиль, Хемикон, Мозен и Мюсванген вошла в состав Хицкирха.
Входит в состав избирательного округа Хохдорф (до 2012 года входила в состав управленческого округа Хохдорф).
Население составляет 179 человек (на 31 декабря 2006 года). Официальный код — 1042.